# Nesomyrmex pittieri
Nesomyrmex pittieri es una especie de hormiga del género Nesomyrmex, tribu Crematogastrini, familia Formicidae. Fue descrita científicamente por Forel en 1899.
Se distribuye por Costa Rica, Guatemala, Honduras, México, Nicaragua y Panamá. Se ha encontrado a elevaciones de hasta 1240 metros. Habita en bosque húmedos y selvas tropicales.